# Пинское дело
«Пинское дело» (бел. Пінская справа) — уголовное дело, фигурантами которого стали четырнадцать жителей Пинска. Основное обвинение — участие в массовых беспорядках, повлекшее столкновения с милицией и нанесенный им ущерб. Ряд правозащитников признает фигурантов дела политическими заключенными. Изначальный конфликт стал известен, как «Пинская бойня».

## Суть дела
9 и 10 августа 2020 года в Пинске происходили жёсткие столкновения между силовиками и протестующими: люди заблокировали здание Пинского районного исполнительного комитета и стали требовать честного подсчёта голосов президентских выборов 2020 года. Согласно свидетелям тех событий, жители Пинска направились к избирательным участкам узнать результаты голосования на президентских выборах, но их направили в исполком. Таким образом, люди собрались под зданием исполнительного комитета.
На предложение властей, пять представителей граждан пошли в здание «поговорить», остальные мирно ждали, хлопали в ладони, смеялись, даже обменивались словами с милиционерами, среди которых было много знакомых. А в это время местные власти стягивали дополнительные силы правоохранителей, после чего людей взяли в кольцо. Люди пробовали вырваться с этого оцепления, обороняясь от вооружённых силовиков.
Примерно между 0:00 и 01:00 часами ночи в город прибыло значительное подкрепление подразделений милиции из Отделов внутренних дел Столинского, Ивановского и Лунинецкого Райисполкомов Брестской области, согласно пояснениям Начальника ОВД Пинского Горисполкома полковника милиции Дмитрия Коровяковского милиция начала оттеснение граждан с площадки перед исполкомом, не проявляя активных действий по их задержанию, но граждане не так все восприняли. В итоге, граждане (в основном молодёжь и мужчины средних лет), вооружившись: брусчаткой, палками (вырванными из находящихся на пешеходной улице лавочек) и железными урнами для мусора принялись избивать боевые порядки сотрудников милиции и приданных сил, в итоге спустя примерно 30 минут противостояния люди оттеснили милицию вниз по ул. Заслонова к ул. Набережной (к месту изначального размещения боевых порядков милиции), после этого граждане принялись расходится, часть из протестующих направилась вдоль ул. Белова к ул. Первомайской организованной колонной.
На следующий день после столкновений в Пинск были стянуты значительные силы милиции и Внутренних Войск МВД которые на протяжении вечера 10 августа 2020 года задерживали незначительные группы протестующих, которые вышли на улицы Пинска продолжая протестовать против фальсификаций на выборов. По информации некоторых источников в Отделе милиции люди подверглись избиениям и пыткам сотрудниками ОМОНа, милиции, а также военнослужащими Внутренних Войск. В последующие дни августа в Пинске также происходили массовые акции протестов, самая численная из них состоялась 16 августа 2020 года.

## Пострадавшие
Пострадавшими выступают 109 сотрудников Министерство внутренних дел Республики Беларусь, 72 из которых через видеосвязь заявили о нанесённом им моральном ущербе общим размером 382 500 белорусских рублей. Свои моральные страдания милиционеры обосновали тем, что «познали страх, унижение, боль и стыд, из-за пережитых событий они потеряли сон, покой и аппетит, ощущали и ощущают тревогу». В ходе судебного дела часть сотрудников МВД отказалась от моральной компенсации: сотрудники Пинского департамента охраны и Ивановского РОВД.

## Дело
Фигуранты были обвинены по ч. 2 арт. 293 Уголовного кодекса Беларуси («Массовые беспорядки») в участии в массовых беспорядках в ночь с 9 на 10 августа 2020 года в Пинске. Дело рассматривал судья Евгений Бреган.
Изначально, начальник управления Следственного комитета по Брестской области Дмитрий Конопляник сообщил государственным СМИ о том, что в суд передали более 30 уголовных дел: хулиганство, издевательство над госсимволикой и насильственные действия. Однако, Суд Московского района Бреста 23 марта 2021 года начал рассмотрение только дела по ч. 2 арт. 293 Уголовного кодекса Беларуси («Массовые беспорядки»).
Согласно следствию, граждане хотели захватить городской исполком, создавали беспорядки, нанесли разные травмы более чем сотне силовикам, повредили транспортные средства, а к тому же уничтожили мусоросборники, четыре туи, 30 петуний, 110 бархатцев и другое имущество. Причинённый ущерб оценили в более чем 20 тысяч рублей.

## Приговор
14 человек были приговорены к лишению свободы на разные сроки. Суд назначил обвинённым выплатить около 24 тысяч белорусских рублей как покрытие материального вреда организациям и предприятиям. Из них почти 19 тысяч — милиции. В пользу 93 пострадавших с обвинённых будут собраны около 150 тысяч рублей компенсации морального вреда.

## Список осуждённых и приговоры[6]
|    | Имя                | Приговор                          | Статус политзаключенного              |
| -- | ------------------ | --------------------------------- | ------------------------------------- |
| 1  | Мовшук Елена       | 6 лет колонии общего режима       | Признан правозащитным центром «Весна» |
| 2  | Мовшук Сергей      | 6,5 лет колонии усиленного режима | Признан правозащитным центром «Весна» |
| 3  | Рогащук Вячеслав   | 6 лет колонии усиленного режима   | Признан правозащитным центром «Весна» |
| 4  | Гунько Григорий    | 6 лет колонии усиленного режима   | Признан правозащитным центром «Весна» |
| 5  | Мостицкий Дэвид    | 5,5 лет колонии усиленного режим  | Признан правозащитным центром «Весна» |
| 6  | Богнавец Роман     | 6 лет колонии усиленного режима   | Признан правозащитным центром «Весна» |
| 7  | Рубец Олег         | 5,5 лет колонии усиленного режима | Признан правозащитным центром «Весна» |
| 8  | Терешко Александр  | 6,5 лет колонии усиленного режима | Признан правозащитным центром «Весна» |
| 9  | Халимончик Артур   | 6 лет колонии усиленного режима   | Признан правозащитным центром «Весна» |
| 10 | Богнат Даниил      | 6 лет колонии усиленного режима   | Признан правозащитным центром «Весна» |
| 11 | Михайлов Станислав | 6 лет колонии усиленного режима   | Признан правозащитным центром «Весна» |
| 12 | Соловей Игорь      | 6 лет колонии усиленного режима   | Признан правозащитным центром «Весна» |
| 13 | Леженко Сергей     | 6 лет колонии усиленного режима   | Признан правозащитным центром «Весна» |
| 14 | Шелемет Вячеслав   | 5,5 лет колонии усиленного режима | Признан правозащитным центром «Весна» |